# Emmanuel de Rohan-Polduc
Emmanuel de Rohan-Polduc (18 de abril de 1725-14 de julio de 1797) fue un noble francés, 70.º gran maestre de la Orden de Malta desde el 12 de noviembre de 1775 hasta su muerte en 1797.

## Biografía
Nació el 18 de abril de 1725 en España, en La Mancha. Su padre era francés, pero había sido desterrado a España a causa de la conspiración de Pontcallec en Bretaña. De joven, sirvió en la Corte de España, al rey Felipe V y luego en la corte de su hijo, Felipe I, duque de Parma, como jefe de caballería. También fue embajador extraordinario ante el emperador Francisco II del Sacro Imperio Romano Germánico.
Rohan fue recibido en la Orden de San Juan en la Lengua Francesa. Fue nombrado Bailío y, en 1755, Capitán General de la Armada de la Orden. Tras la muerte en 1773 del Gran Maestre Manuel Pinto da Fonseca, Rohan fue considerado un posible sucesor, pero Francisco Jiménez de Tejada fue elegido en su lugar. El reinado de Jiménez de Tejada fue impopular debido a la bancarrota de la Orden. Tras la muerte de Jiménez, Rohan fue elegido Gran Maestre el 12 de noviembre de 1775.  Al año siguiente, convocó un Capítulo General de la Orden , el primero que se celebraba desde 1631.
Rohan se esforzó por ganarse el respeto del pueblo de la isla de Malta y se convirtió en un popular Gran Maestre. El 21 de junio de 1777, elevó la aldea de Żebbuġ a la categoría de ciudad, llamándola Città Rohan. El escudo de armas de Żebbuġ contiene las armas de la Casa de Rohan, en honor al Gran Maestre. El Arco de Rohan, que conmemora este acontecimiento, se construyó en 1798.
Rohan compiló el Código de Rohan, un libro de derecho constitucional publicado en dos volúmenes en 1782. También fue responsable de la publicación del Diritto Municipal en 1784.
Rohan instituyó la lengua anglobávara, que se encontraba en el antiguo Palacio Carniero. En 1797, fundó el Gran Priorato Ruso, que posteriormente evolucionó hacia la tradición rusa de los Caballeros Hospitalarios.
En 1792, Rohan encargó y financió parcialmente la construcción del Fuerte Tigné. La Torre y la Batería de Santa Lucía también se modernizaron durante la magistratura de Rohan, y el complejo pasó a llamarse Fuerte Rohan en 1795 en honor al Gran Maestre. Fue reconstruido como Fuerte San Lucía en la década de 1870, pero aún conserva el escudo de armas de Rohan en la fachada.
Los últimos años de la magistratura de Rohan fueron problemáticos debido al declive de la Orden a raíz de la Revolución francesa. Rohan sufrió un derrame cerebral en 1792 y su salud comenzó a deteriorarse. Falleció el 14 de julio de 1797 en  La Valeta y fue enterrado en la Concatedral de San Juan de La Valeta. Sus últimas palabras fueron: "Yo, en cualquier caso, soy el último gran maestre, al menos de una orden ilustre e independiente". Menos de un año después de su muerte, los franceses invadieron Malta y expulsaron a la Orden de la isla. Su capellán, Benoît-Marie Boyer, le dio la extrema unción.